# Плевенчани
Плевенчаните са жителите на град Плевен, България. Това е списък на по-известните от тях.

## Родени в Плевен
- Албена Врачанска-Петрович (р. 1965 г.) – българска композиторка, пианистка, музикална педагожка.
- Александрина Игнатова (1949 – 2024), сценографка
- Александър Оббов (1887 – 1975) – политик
- Анастасия Димитрова (1815 – 1894) – учителка
- Анастасия Михайлова-Каракашева (р. 1924 г.) – видна музикална педагожка, преподавателка по пиано, създала пиано школа в град Плевен
- Андрей Лулчев (1896 – 1944), български военен, македоно-одрински опълченец, общественик и народен представител
- Анна Цолова, телевизионна водеща
- Асен Селимски (р. 1930), оперен певец
- Асен Халачев (1889 – 1923) – политик
- Бойко Димитров (р. 1941), политик, министър на външните работи (1989 – 1990)
- Бойко Станкушев (р. 1954) – журналист
- Борис Цонев (1900 – 1964) – хореограф и фолклорист
- Валентин Попов (р. 1979 г.) – български писател
- Васил Димитров, български революционер от ВМОРО, четник на Трифун Аджаларски[1]
- Васимир Ел-Хатиб, футболен съдия, ръководещ двубои от елитната Първа професионална футболна лига на България
- Венцеслав Андрейчев (1941 – 2001), физик
- Греди Асса (р. 1954), художник
- Гена Димитрова (1941 – 2005) – оперна певица
- Гала (р. 1967) – модел и телевизионна водеща
- Георги Димов (р. 1954), художник
- Данаил Попов (1840 – 1909) – революционер
- Диана Дудева (р. 1968) – гимнастичка
- Димитър Върбенов (1884 – 1961), политик
- Димитър Пачев, български революционер от ВМОРО, четник на Гроздан Рандев[2]
- Дора Гложенска (р. 1924 – 2008 г.) – видна вокална педагожка и преподавателка по оперно пеене в СМУ
- Дочо П. Боджаков, български революционер от ВМОРО, четник на Панчо Константинов[3]
- Драгомир Драганов – треньор по спортна акробатика
- Евгени Димитров (1919 – ) – юрист от Република Македония, професор в Скопския университет
- Емил Димитров (1940 – 2005) – естраден певец
- Здравко Петров (р. 1970), музикант, изследовател на историята на забавната музика в България, италианската забавна музика, музикален редактор в БНР, автор и водещ на предаването „Звезден прах“
- Иван Винаров (1896 – 1969), български офицер и политик, създател на Парк „Кайлъка“ в Плевен и на Витската напоителна система.
- Иван Коларов, български революционер от ВМОРО, четник[4]
- Ивелин Илиев (р. 1969 г.) – състезател по спортна акробатика
- Доц. Д-р Илия Ватев (р. 1947) – осъществил първото in-vitro оплождане в България, понастоящем ръководител на катедра Биология на Медицински университет – София
- Камен Пенчев – световен шампион по кик-бокс 1995 категория 69.8 kg
- Карло Луканов (1897 – 1982) – политик
- Катя Попова (1924 – 1966) – оперна певица
- Красимир Рангелов (р. 1958), скулптор
- Красимир Тодоров (р. 1959) – художник
- Крум Петишев (1886 – 1975) – български революционер на ВМРО
- Коста Златарев – златар (спасил, с бързата намеса на властите, Вълчитрънското златно съкровище от унищожаване и разграбване), истински баща на Бойко Димитров но е осиновен от Георги Димитров след смъртта му.
- Любо Киров – певец
- Людмила Дяковска – певица
- Тереза Маринова (р. 1977) – лекоатлетка
- Светлин Русев (1933 – 2018) – художник, академик на БАН
- Петьо Цеков (р. 1968) – журналист
- Слави Трифонов (р. 1966) – продуцент, певец и телевизионен водещ
- Наталия Симеонова – телевизионна водеща
- Парашкев Цветков (1875 – 1903) – български революционер, войвода на ВМОРО
- Магърдич Халваджиян (р. 1967) – продуцент и режисьор
- Христо Бояджиев (1912 - 2001) - художник, живописец, участвал в изрисуването на панорамните платна на “Панорама- Плевенска епопея”.
- Хрисимир Димитров (р. 1974) – баскетболист, национал
- Христо Паков (Христо Костакиев Паков, Христофор Константинов Паков) (1859 – 1941) – български офицер (генерал-майор)
- Петър Петров (р. 1970) – баскетболист, национал
- Станислав Найденов Найденов – Спенс (р. 1975) – рап изпълнител
- Доц. Д-р Стефан Николов Кръстанов (р. 1931 г.), български ортопед – травматолог
- Милена Спасова (р. 1963) – пианистка – педагожка, създала частна пиано школа в гр. Плевен
- Невяна Владинова – българска състезателка по художествена гимнастика.
- Детелин Далаклиев (р. 1983 г.) – световен шампион по бокс в категория 54 кг от световното първенство в Милано (Италия) през 2009 г.
- Людмил Христов (р. 1979 г.) – отговорен редактор на вестник „Меридиан Мач“.
- Краси Ванков телевизионен водещ на предаването „Рекордите на Гинес“ и съпродуцент на „Аламинут“
- о.з. полк. Петко Йотов (1947 – 2009), 13 години преподавател по военна история във ВВУ „Георги Бенковски“ в гр. Долна Митрополия и във Военна академия „Г. С. Раковски“ в София.
- Константин Симеонов-Костика (под.1952 г.) скулптор
- Нина Дудева (р. 1963 г.) – състезателка по спортна акробатика
- Нико Ников (1986 – 2011), поет. Внук на известния писател Николай Соколов.
- Тодор Коцев, български революционер от ВМОРО, четник на Богдан Баров[5]

## Починали в Плевен
- Стоян Заимов (1867 – 1932) – революционер
- Павел Левкийски (1957 – 2024) – духовник

## Други
- Христо Бръмбаров-Маестрото (1905 – 1974) – оперен певец
- Ставри Мицарев (р. 1914), български военен деец
- Пламен Гетов (р. 1958) – футболист, национал
- Васил Аврамов (1863 – 1946) – юрист, председател на Окръжния съд – Плевен
- Дора Винарова (р. 1926) – режисьорка, завършва гимназия през 1945
- Дианка Тодорова (р. 1959) – художничка, живее и твори в Плевен
- Нестор Марков (1836 – 1916) – просветен деец, учител в града през 1867 – 1870 и 1872 – 1873
- Лалю Метев (1885 – 1957) – индустриалец, основател на първото българско предприятие за цимент АД „Лев“ – Плевен
- Николай Ракитин (1885 – 1934) – писател, живее в града след 1908
- Александър Стамболийски (1879 – 1923) – политик, учи в Лозаро-винарското училище през 1895 – 1897
- Ирена Дунева (р. 1963 г.) – състезателка по спортна акробатика
- Емил Кръстанов Младенов (р. 1966 г.) – състезател по спортна акробатика
- Соня Цакова Александрова (р. 1966 г. гр. Бяла Слатина) – състезателка по спортна акробатика
- Поликсена Стефанова Пономарьова (р. 1966 г. гр. Габрово) – състезателка по спортна акробатика
- Жана Михайлова (р. 1966 г.) – състезателка по спортна акробатика
- Георги Петров (1874 – ?) – опълченец от Македоно-одринското опълчение, родом от Бер, живял в Плевен, 1 рота на 11 Сярска дружина[6]